# Burgstall Indersbach
Der Burgstall Indersbach befindet sich in dem gleichnamigen Gemeindeteil Indersbach der niederbayerischen Gemeinde Eichendorf im Landkreis Dingolfing-Landau. Er liegt ca. 1300 m nordwestlich von Indersbach bzw. 400 m südlich von Haag. Er wird als Bodendenkmal unter der Aktennummer D-2-7342-0077 im Bayernatlas als „ebenerdiger Ansitz des Mittelalters“ geführt. Im Urkataster von Bayern wird der Platz mit „auf der Schanze“ bezeichnet; auch ist 750 m östlich die Bezeichnung Römerstraße eingetragen und der Burgstall wurde früher auch als römischer Burgus bezeichnet, was aber nicht den Tatsachen entspricht.

## Beschreibung
Diese Höhenburganlage liegt am Ende eines kleinen Kerbtales. Der obere Bereich weist einen steilen Hang auf, der nach der Südseite mehrfach gekerbt ist. Von den beiden obersten, 22 m voneinander entfernten Kerben ziehen sich zwei parallele Gräben von 25 m Länge und 1 m Tiefe nach Süden, die sich durch Umbiegen nach innen vereinen. Die Innenböschung steigt etwas höher zu einem umlaufenden U-förmigen, flachen Wall auf, der ein nach Norden zu offenes Rechteck mit einer Innenfläche von 15 × 25 m umschließt. Im Innenbereich befinden sich zwei rezente mannstiefe Eingrabungstrichter. Abgrabungen an dem im Hang auslaufenden Nordende des östlichen Wallschenkels zeigen den Aufbau des Walls und den Untergrund aus reinem Löss.

## Geschichte
Indersbach wird als Lehen der Passauer Ministerialen von Postmünster bezeichnet. Unter den Lehen des 1233 bezeugten Otto von Postmünster wird auch Indersbach aufgezählt. Der früheren Burg könnte eine Funktion bei der Überwachung der Römerstraße zugekommen sein, die von Massing bis zur Mündung der Rott führte.